# Bobby Jaspar
Bobby Jaspar, född 20 februari 1926 i Liège, Belgien, död 28 februari 1963, var en cool jazz- och hard bop-saxofonist, flöjtist och kompositör.
I tidig ålder lärde han sig spela piano och klarinett. Senare började han spela tenorsaxofon och flöjt.  Med bandet "Bop Shots" tog han sina första steg in i jazzvärlden. År 1950 flyttade han till Paris där han spelade med de största musikerna under den tiden. Här mötte han även Blossom Dearie som senare skulle bli hans hustru.
I mitten av 1950-talet blev han övertalad att pröva lyckan i USA där hans rykte i jazzkretsarna precis hade börjat. Han framträdde och spelade in med en kvintett under ledning av J. J. Johnson, och även med Kenny Burrell, Miles Davis, John Coltrane, Toshiko Akiyoshi, Donald Byrd och många fler.
Under 1961/1962 återvände han till Europa i ett år för att göra en serie av konserter och ett flertal inspelningar. Med sin kollega, den belgiske gitarristen René Thomas, skapade han en succéfylld kvintett. Under några inspelningar var det expanderat som en kraftig sextett med den amerikanske trumpetaren Chet Baker. Ett av dessa inspelningar blev förevigat på skivan Chet Is Back, inspelat 1962.  
Han avled av en hjärtattack i februari 1963, vid 37 års ålder.